# جوديث كريست
جوديث كريست (بالإنجليزية: Judith Crist)‏ هي ناقدة سينمائية وصحفية وكاتِبة أمريكية، ولدت في 22 مايو 1922 في ذا برونكس في الولايات المتحدة، وتوفيت في 7 أغسطس 2012 في مانهاتن في الولايات المتحدة.

## وصلات خارجية
- جوديث كريست على موقع IMDb (الإنجليزية)
- جوديث كريست على موقع ميتاكريتيك (الإنجليزية)
- جوديث كريست على موقع روتن توميتوز (الإنجليزية)
- جوديث كريست على موقع ميوزك برينز (الإنجليزية)
- جوديث كريست على موقع أول موفي (الإنجليزية)
- جوديث كريست على موقع إن إن دي بي (الإنجليزية)
- جوديث كريست على موقع ديسكوغز (الإنجليزية)
- جوديث كريست على موقع كينوبويسك (الروسية)